# Leopold Querfeld
Leopold Querfeld (* 20. prosince 2003) je rakouský profesionální fotbalista, který hraje na pozici středního obránce za německý klub 1. FC Union Berlín a rakouský národní tým.

## Kariéra
Querfeld, mládežnický produkt klubu Union Mauer, se v roce 2012 přesunul do akademie Rapidu Vídeň. V roce 2020 začal trénovat s jejich rezervou a 4. listopadu 2021 debutoval za první tým při prohře 3:1 v Evropské lize UEFA s Dinamem Záhřeb.
Querfeld je mládežnickým reprezentantem Rakouska, reprezentoval svou zemi na věkové úrovni do 18 a do 19 let. Za seniorský tým debutoval 23. března 2024 v přátelském utkání proti Slovensku.
Dne 14. června 2024 podepsal Querfeld smlouvu s Unionem Berlín v Německu.

## Statistiky

### Klubové
Platí k zápasu hranému 5. října 2024.
| Klub              | Sezóna            | Liga                | Liga   | Liga | Národní pohár | Národní pohár | Kontinentální | Kontinentální | Ostatní | Ostatní | Celkově | Celkově |
| Klub              | Sezóna            | Soutěž              | Zápasy | Góly | Zápasy        | Góly          | Zápasy        | Góly          | Zápasy  | Góly    | Zápasy  | Góly    |
| ----------------- | ----------------- | ------------------- | ------ | ---- | ------------- | ------------- | ------------- | ------------- | ------- | ------- | ------- | ------- |
| Rapid Vídeň II    | 2020/21           | 2. Liga             | 21     | 0    | —             | —             | —             | —             | —       | —       | 21      | 0       |
| Rapid Vídeň II    | 2021/22           | 2. Liga             | 20     | 0    | —             | —             | —             | —             | —       | —       | 20      | 0       |
| Rapid Vídeň II    | 2022/23           | 2. Liga             | 1      | 1    | —             | —             | —             | —             | —       | —       | 1       | 1       |
| Rapid Vídeň II    | Celkově           | Celkově             | 42     | 1    | —             | —             | —             | —             | —       | —       | 42      | 1       |
| Rapid Vídeň       | 2021/22           | Rakouská Bundesliga | 5      | 0    | 0             | 0             | 2             | 0             | 2       | 0       | 9       | 0       |
| Rapid Vídeň       | 2022/23           | Rakouská Bundesliga | 23     | 1    | 2             | 0             | 1             | 0             | —       | —       | 26      | 1       |
| Rapid Vídeň       | 2023/24           | Rakouská Bundesliga | 28     | 3    | 4             | 0             | 4             | 0             | —       | —       | 36      | 2       |
| Rapid Vídeň       | Celkově           | Celkově             | 56     | 4    | 6             | 0             | 7             | 0             | 2       | 0       | 72      | 4       |
| Union Berlín      | 2024/25           | Bundesliga          | 6      | 0    | 1             | 0             | —             | —             | —       | —       | 7       | 0       |
| Celkově v kariéře | Celkově v kariéře | Celkově v kariéře   | 104    | 5    | 7             | 0             | 7             | 0             | 2       | 0       | 120     | 5       |

### Reprezentační
Platí k zápasu hranému 9. září 2024.
| Národní tým | Rok     | Zápasy | Góly |
| ----------- | ------- | ------ | ---- |
| Rakousko    | 2024    | 4      | 0    |
| Celkově     | Celkově | 4      | 0    |